# Manakara
Manakara è un comune urbano (firaisana) situato sulla costa sud-orientale del Madagascar (provincia di Fianarantsoa).
È capoluogo della regione di Vatovavy-Fitovinany e del distretto di Manakara.
Ha una popolazione di 35 905 abitanti (stima 2005).

## Infrastrutture e trasporti
È sede di un aeroporto civile (codice aeroportuale IATA: WVK), di un piccolo porto marittimo e di una stazione fluviale sul Canal des Pangalanes; è inoltre capolinea della linea ferroviaria Fianarantsoa-Côte Est (FCE), che la collega a Fianarantsoa.